# بواط (كهرباء)

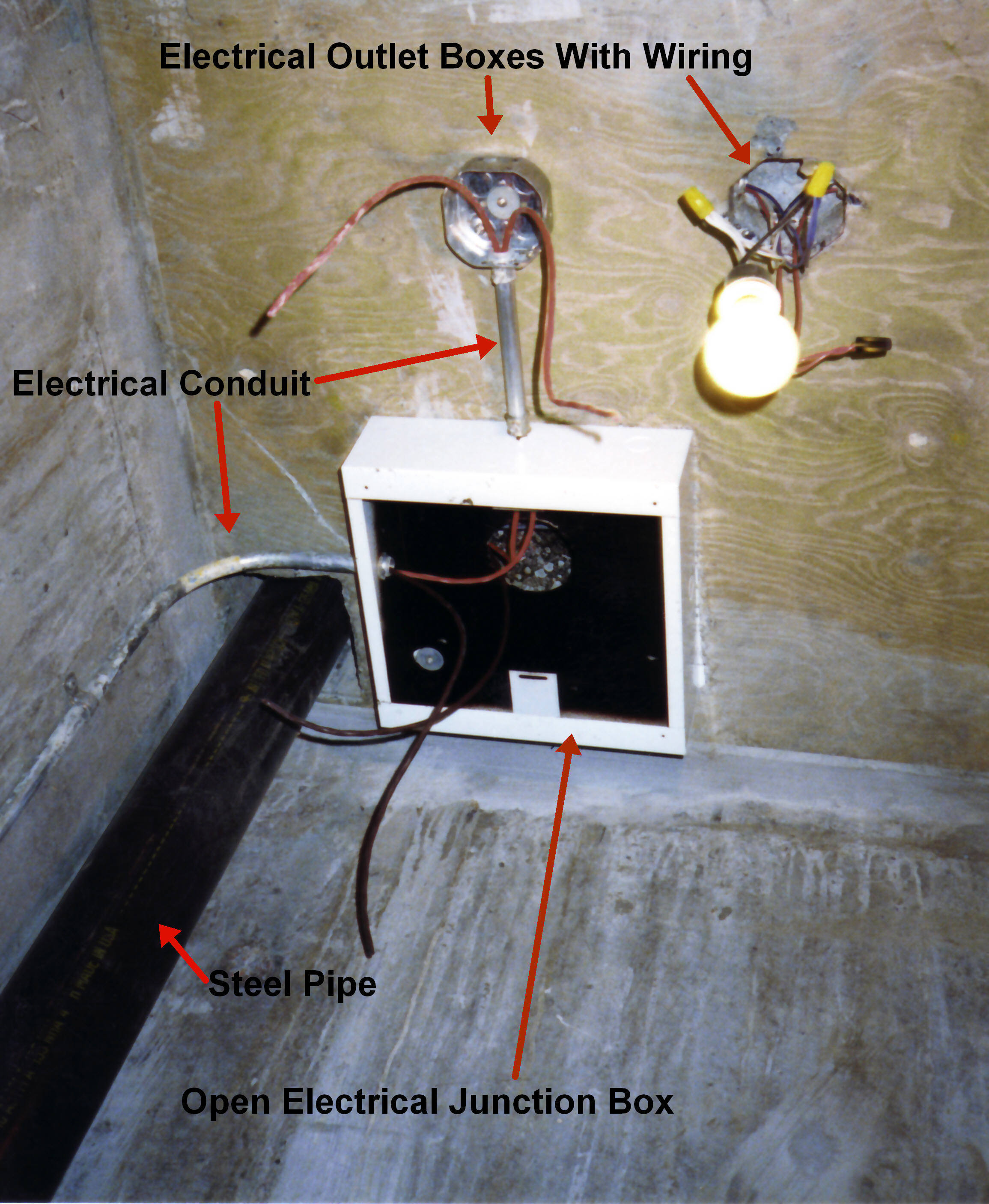
صندوق ربط كهربي أو بواط أثناء ثبيته قبل تمديد الأسلاك في المنشأة. يمكن ادخال التوصيلات إلى الصندوق واخراجها من أي جانب.

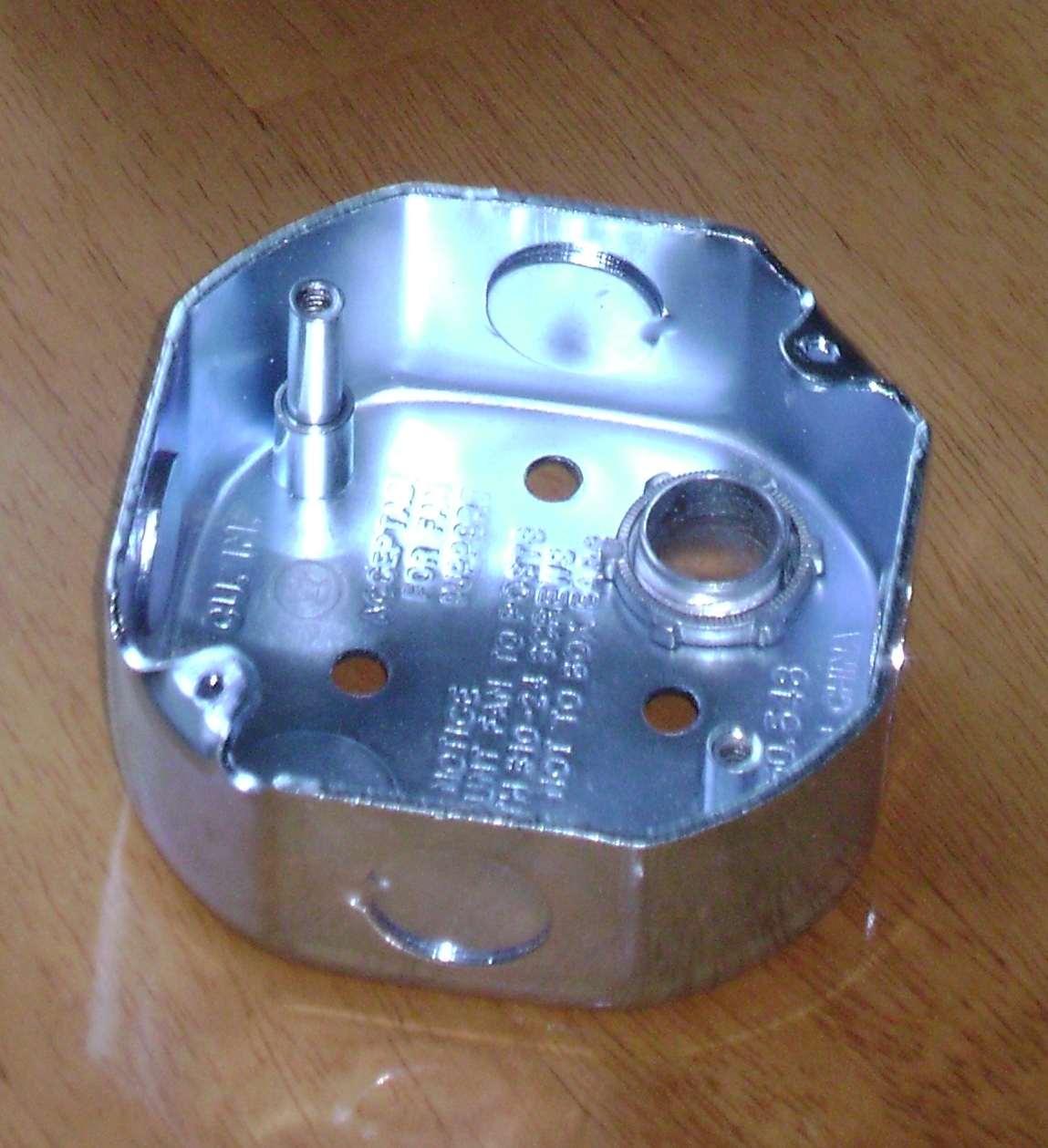
بواط معدني

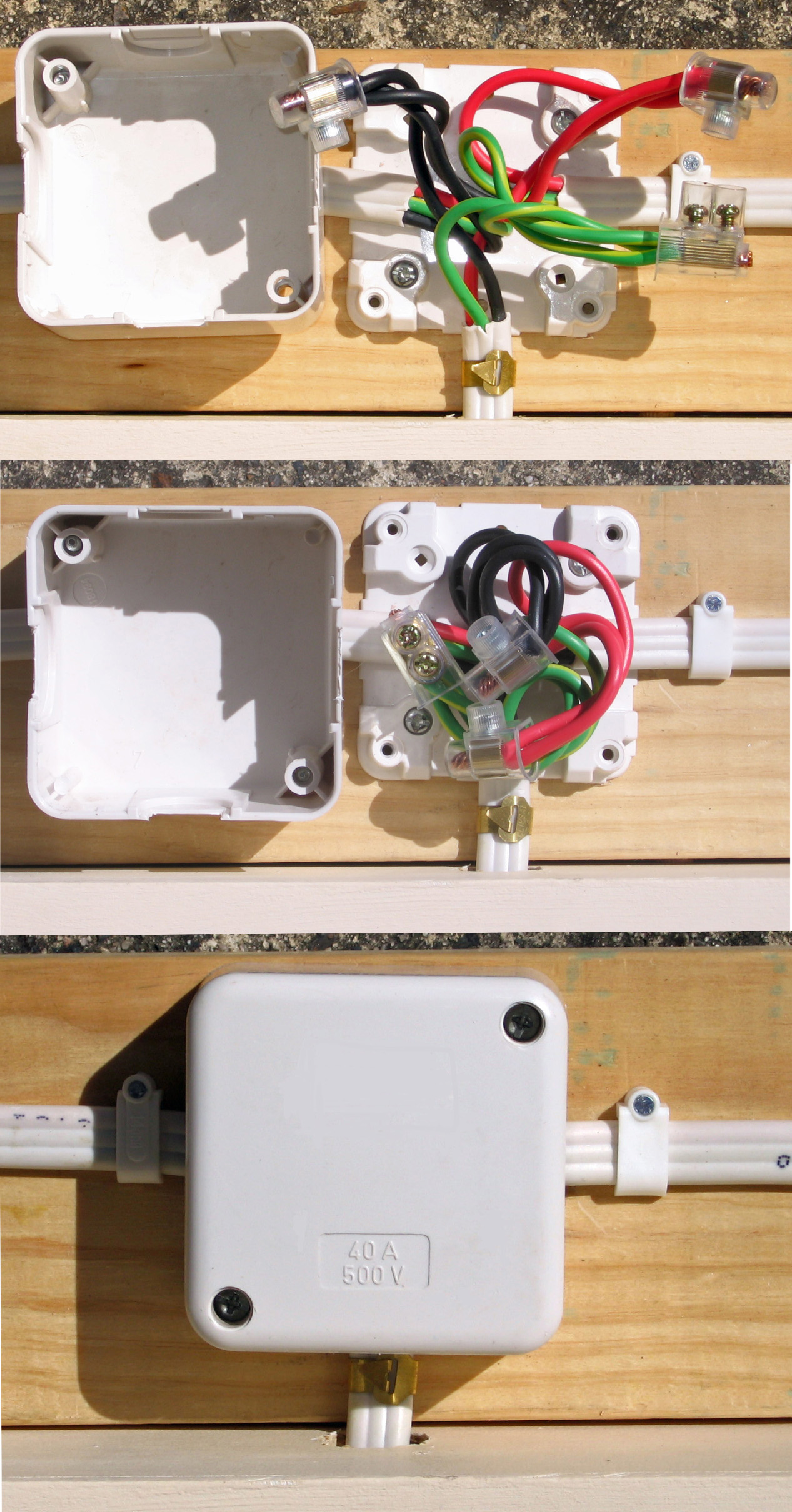
مراحل عملية تثبيت البواط الكهربي.

صندوق الربط الكهربي أو البواط باللغة الدارجة، هو غلاف معدني أو من البلاستيك يستخدم في ضم الوصلات الكهربائية في حالة المسافات الطويلة وتوفير حاجز أمان لها.

## الاستخدام
الصندوق إما معدني أو من البلاستيك، يستخدم لربط الأسلاك الكهربية في الأسقف أو داخل الجدران أو تحت الأرضيات خاصة في المباني السكنية والتجارية. تنص اللجنة الكهروتقنية الدولية بأن يكون هذا الصندوق مخفيا غير ظاهره للعيان. لا يجب الخلط ما بين صندوق الربط والصندوق المستخدم لاستيعاب المفاتيح والمقابس.
تستخدم هذه الكلمة بمعنى أخر في وصف قطعة من فرش الشوارع، فعلى سبيل المثال، في المملكة المتحدة غالبا ما يطلق على كابينة التليفون بصندوق الربط.
تشكل صناديق التوصيل جزءًا لا يتجزأ من نظام حماية الدائرة حيث يجب توفير سلامة الدائرة، مثل إضاءة الطوارئ أو خطوط الطاقة في حالات الطوارئ أو الأسلاك بين المفاعل النووي وغرفة التحكم. في مثل هذه الحالات، يجب تمديد مقاومة النيران حول الكوابل الواردة أو الصادرة لتغطية صندوق التوصيل لمنع حدوث قصر داخل الصندوق أثناء الحريق العرضي.

## اللوحات الشمسية
يشبة الجزء الخلفي من الخلايا الشمسية مربع التقاطع الخاص بفرش الشوارع.

## وصلات خارجية
- نيما: الرابطة الوطنية للمصنعين الكهربائية
- ايبو: الاخوان الدوليون من عمال الكهرباء
- إن إي سي إيه: رابطة مقاولي الكهرباء الوطنية